# Institutionel racisme
Institutionel racisme, også kendt som systemisk racisme, er en form for racisme, der er indlejret gennem love i samfundet eller i landets organisationer og institutioner. Det kan bl.a. føre til diskrimination inden for strafferet, beskæftigelse, bolig, sundhedspleje, politisk magt og uddannelse. Institutionel racisme kan have skadelige virkninger på mennesker.
Begrebet institutionel racisme kan første gang henføres til bogen "Black Power: Liberation Politics" fra 1967 af Stokely Carmichael og Charles V. Hamilton. Carmichael og Hamilton skrev, at mens individuel racisme ofte kan identificeres på grund af dens åbenlyse karakter, er institutionel racisme mindre synlig på grund af dens "mindre åbenlyse, langt mere subtile" natur. Institutionel racisme kan henføres til de "etablerede og respekterede kræfter i samfundet og modtager således langt mindre offentlig fordømmelse end [individuel racisme]".
Institutionel racisme blev defineret af Sir William Macpherson i Storbritanniens Lawrence-rapport (1999) som: ”Det kollektive svigt af en organisation til at yde en passende og professionel service til mennesker som følge af deres hudfarve, kultur eller etniske oprindelse. Det kan ses gennem de processer, holdninger og adfærd, der bidrager til forskelsbehandling gennem fordomme, uvidenhed, tankeløshed og racistisk stereotypi, som stiller minoritetsetniske befolkningsgrupper mindre gunstigt." 

## Klassifikation
Tidligere blev udtrykket "racisme" ofte sidestillet med udtrykket "fordomme": at danne en mening om en anden person baseret på ufuldstændige oplysninger. I sidste del af det 20. århundrede begyndte racisme i højere grad at blive forbundet med systemer snarere end enkeltpersoner. Således definerede David Wellman i sin bog "Portraits of White Racism" fra 1977 racisme som "et system med fordele baseret på race". David illustrerede denne definition gennem utallige eksempler på, at hvide mennesker historisk havde støtter racistiske institutioner, mens de samtidig havde benægtet, at de var fordomsfulde. På denne måde kunne hvide mennesker være rare over for farvede mennesker, mens de fortsatte med at opretholde det systemisk racisme system, der gavner dem, såsom udlånspraksis, velfinansierede skoler og jobmuligheder. Begrebet institutionel racisme dukkede op igen i politisk diskurs i slutningen af og midten af 1990'erne, men er fortsat et omdiskuteret koncept. Institutionel racisme er, hvor forskellige racer er underlagt forskellige muligheder, hvad angår adgang til varer, tjenester og muligheder.
Professor James M. Jones teoretiserede tre hovedtyper af racisme: personlig, internaliseret og institutionaliseret. Personligt medieret racisme omhandler fordomsfulde handlinger (forudindtaget antagelser om evner, motiver og andres intentioner i henhold til deres race), diskrimination (differentierede handlinger og adfærd over for andre i henhold til deres race), stereotypi og undladelse (respektløshed, mistanke, devaluering og dehumanisering). Internaliseret racisme er, hvis medlemmer af en specifik racemæssig stigmatiserede gruppe accepterer en negativ opfattelse af deres egne evner og værdi. Denne type af racisme er typisk kendetegnet ved lav selvtillid og en lav respekt for andre medlemmer af ens race. Endvidere kan denne racisme manifesteres gennem omfavnelse af "hvidhed" (f.eks. stratificering efter hudfarve i ikke-hvide samfund), selvdevaluering (f.eks. racemæssige skældsord, kælenavne, afvisning af forfædres kultur osv.) og udtrædelse, hjælpeløshed og håbløshed (f.eks. frafald i skole, manglende deltagelse i demokratiske processer, engagering i aktiviteter med høj sundhedsrisiko osv.).
Vedvarende negative stereotyper fremmer institutionel racisme og påvirker de mellemmenneskelige forhold. Racemæssige stereotyper bidrager til racemæssig adskillelse, herunder racemæssig segmentering på boligområder. Ligeledes former sådanne stereotyper synspunkter om kriminalitet, kriminalitetspolitik og velfærdspolitik.
Institutionel racisme adskiller sig fra racisme ved tilstedeværelsen af institutionelle systemiske politikker og praksisser, herunder økonomiske og politiske strukturer, der placerer en racemæssige eller etnisk mindretalsgruppering i en ufordelagtig position sammenlignet med institutions racemæssige eller etniske flertal. Et eksempel på sådanne forskelle er i offentlige skolebudgetter i USA (inklusive lokale afgifter) og lærernes kvalitet, som ofte er korreleret med ejendomsværdier: rige kvarterer er mere tilbøjelige til at være mere 'hvide' og have bedre lærere og flere penge til uddannelse, selv i offentlige skoler (offentlige skolebudgetter i USA er typisk direkte sammenkædet med boligskatten i lokalområdet). Begrænsende politikker i forhold til bankudlån og lejekontrakter er også blevet nævnt som former for institutionel racisme. Andre eksempler, der undertiden beskrives som institutionel racisme, er etnisk profilering af sikkerhedsvagter og politi, brug af stereotype karikaturer, vildledende fremstilling af visse racegrupper i massemedierne og race-baserede barrierer i forhold til beskæftigelse og professionel udvikling. Derudover kan forskellig adgang til varer, tjenester og muligheder i samfundet indgå i udtrykket institutionel racisme, såsom ikke-asfalterede gader og veje, nedarvet socioøkonomisk ulemper og "standardiserede" tests (da hver etnisk gruppe har forskellige forudsætninger, når de skal tage testen; mange er dårligt forberedt). 
Nogle sociologer skelner mellem institutionel racisme og "strukturel racisme".  Førstnævnte fokuserer på normer og praksis inden for en institution, mens sidstnævnte fokuserer på interaktioner mellem institutioner, der producerer racialiserede resultater mod ikke-hvide mennesker. Et vigtigt træk ved strukturel racisme er, at den ikke kan reduceres til individuelle fordomme eller til en enkel institutions funktion.

## Kritik af termen
Forskellige kritikere har sat spørgsmålstegn ved folks anvendelse og forståelse af termen. Således skriver eksempelvis Harvey C. Mansfield, professor ved Harvard University, i et indlæg i mediet The Wall Street Journal, at man med udtrykket "beskriver et samfund [USA], der er så lidt racistisk, at ingen kan argumentere for racisme, men samtidig er samfundet så racistisk, at alle dele af samfundsstrukturen er gennemblødt med racisme". Mansfield konkludere derpå, at man "lever med paradokset om et racistisk samfund uden nogle racister".